# Leptanthura tenuis
Leptanthura tenuis là một loài chân đều trong họ Leptanthuridae. Loài này được Sars miêu tả khoa học năm 1873.